# قائمة الأفلام المصرية سنة 2017
هذه قائمة بالأفلام المصرية لعام 2017 مرتّبة أبجديًا

## 2017
| الرقم | اسم الفيلم                                                     | تأليف وإخراج                                                   | بطولة | إنتاج                                                                                       | صناع آخرون                                                                                                   | ملصق الفيلم |
| ----- | -------------------------------------------------------------- | -------------------------------------------------------------- | --- | ------------------------------------------------------------------------------------------- | --- | ----------- |
| 1     | آخر ديك في مصر                                                 | تأليف أيمن بهجت قمر إخراج عمرو عرفة                            | محمد رمضان مي عمر هالة صدقي إنتصار | شركة مصر للسينما إعلام المصريين منتج كامل أبو علي إشراف عام محسن البغدادي منتج فني سيد أمين | م . تصوير وائل درويش مونتاج فارس عبد الكريم موسيقى تميم                                                      |             |
| 2     | أخلاق العبيد                                                   | تأليف عصام الشماع أيمن مكرم إخراج أيمن مكرم                    | خالد الصاوي رامي غيط يسرا اللوزي سارة سلامة محمد علي | شركة ميد نايت صن منتج حسين ماهر منتج فني أحمد ذكي إشراف عام ممدوح يوسف                      | م . تصوير نزار شاكر مونتاج معتز الكاتب                                                                       |             |
| 3     | الأصليين                                                       | تأليف أحمد مراد إخراج مروان حامد                               | ماجد الكدواني خالد الصاوي منة شلبي كندة علوش | شركة نيوسينشري منتج وليد الكردي                                                             | م . تصوير أحمد المرسي مونتاج أحمد حافظ م . ص حسن أبو جبل                                                     |             |
| 4     | الخلية                                                         | تأليف صلاح الجهيني إخراج طارق العريان                          | أحمد عز سامر المصري أمينة خليل محمد ممدوح | شركة روتانا ستوديوز الريماس راو منتج إبراهيم إسحق طارق العريان موسى عيسى                    | م . تصوير مازن المتجول موسيقى هشام نزيه أشعار أمير طعيمة غناء أصالة                                          |             |
| 5     | الفندق                                                         | تأليف أسامة فهمي إخراج عاطف شكري                               | محمد نجاتي علا غانم أحمد بدير أحمد كرارة | شركة كيان منتج جمال شكري عاطف شكري منتج فني رأفت حسن                                        | |             |
| 6     | القرد بيتكلم                                                   | تأليف وإخراج بيتر ميمي                                         | أحمد الفيشاوي عمرو واكد ريهام حجاج سيد رجب | منتج سيف عريبي                                                                              | |             |
| 7     | القرموطي في ارض النار                                          | تأليف محمد نبوي علاء حسن إخراج أحمد البدري                     | أحمد آدم أحمد صيام بدرية طلبة شيماء سيف علاء مرسي | منتج أحمد السبكي                                                                            | |             |
| 8     | الكنز                                                          | تأليف عبد الرحيم كمال قصة وإخراج شريف عرفة                     | محمد سعد محمد رمضان أحمد رزق هند صبري روبي أحمد حاتم محي إسماعيل هاني عادل هيثم أحمد زكي أمينة خليل سوسن بدر عبد العزيز مخيون الشحات مبروك                          | منتج وليد صبري                                                                              | |             |
| 9     | أمان يا صاحبي                                                  | تأليف سيد السبكي إخراج هاني حمدي                               | سعد الصغير محمود الليثي صوفينار نرمين ماهر شيماء سيف علاء مرسي | منتج أحمد السبكي                                                                            | |             |
| 10    | بشتري راجل                                                     | تأليف إيناس لطفي إخراج محمد علي                                | نيللي كريم محمد ممدوح لطفي لبيب ليلى عز العرب | شركة دولار فيلم منتج وليد الكردي                                                            | |             |
| 11    | بنك الحظ                                                       | تأليف مصطفى صقر محمد عز الدين إخراج أحمد الجندي                | محمد ممدوح أكرم حسني محمد ثروت | شركة روتانا ستوديوز راو منتج طارق العريان موسى عيسى                                         | غناء شارموفرز                                                                                                |             |
| 12    | تصبح على خير                                                   | تأليف وإخراج محمد سامي                                         | تامر حسني نور درة مي عمر | شركة تالنت ميديا منتج وليد منصور                                                            | |             |
| 13    | تعويذة تو                                                      | تأليف حسام حلمي إخراج محمود سليم                               | شيماء سيف محمد ثروت بدرية طلبة مصطفى أبو سريع أيمن قنديل | شركة كلربار                                                                                 | |             |
| 14    | جواب اعتقال                                                    | تأليف وإخراج محمد سامي                                         | محمد رمضان دينا الشربيني إيمان العاصي سيد رجب إياد نصار أحمد راتب                                                                                                   | منتج أحمد السبكي                                                                            | |             |
| 15    | خير وبركة                                                      | تأليف جورج عزمي شريف نجيب إخراج سامح عبد العزيز                | علي ربيع محمد عبد الرحمن مي سليم كريم عفيفي سيد رجب | منتج أحمد السبكي                                                                            | |             |
| 16    | دعدوش                                                          | تأليف ساهر الأسيوطي إخراج عبد العزيز حشاد                      | مدحت تيخا كريم أبو زيد ميريهان حسين هشام إسماعيل أمير صلاح | شركة الجذور منتج أيمن يوسف طارق عبد العزيز                                                  | |             |
| 17    | سكر برة                                                        | تأليف محمد الدرة إخراج أحمد عبد الله صالح                      | إسلام جمال أميرة هاني خالد عليش | منتج خالد أبو زيد                                                                           | |             |
| 18    | سمكة وصنارة                                                    | تأليف محمد كرار إخراج طارق عبد المعطي                          | كريم قاسم أمير صلاح رحمة حسن ميس حمدان أيمن قنديل | منتج أحمد ترك عصام عبد العزيز                                                               | م . تصوير وائل يوسف مخرج منفذ طارق إبراهيم م . صوت علي السعيد موسيقى شريف الوسيمي                            |             |
| 19    | شنطة حمزة                                                      | تأليف أحمد عبد الله إخراج أكرم فاروق                           | حمادة هلال يسرا اللوزي محمد ثروت سامية الطرابلسي أحمد فتحي | شركة روتانا ستوديوز ليون ميديا أشراف عام أسامة الخبيري                                      | |             |
| 20    | شيخ جاكسون                                                     | تأليف عمرو سلامة عمر خالد إخراج عمرو سلامة                     | أحمد الفيشاوي أحمد مالك ماجد الكدواني درة | شركة روتانا ستوديوز آي برودكشنز                                                             | |             |
| 21    | عمارة رشدي                                                     | قصة محمد الأحمدي سيناريو وحوار وائل يوسف إخراج حسن السيد       | مدحت تيخا نرمين ماهر حسن عيد محمد صلاح آدم أيمن قنديل إنجي خطاب | منتج نزهي جرجس منتج فني محمود سويلم                                                         | |             |
| 22    | عمر الأزرق                                                     | تأليف عمرو فهمي إخراج إيهاب عبد اللطيف                         | نضال الشافعي زكي فطين عبد الوهاب صبري عبد المنعم نهال عنبر أحمد صيام ياسر علي ماهر محمد سليمان علا رامي                                                             | منتج ياسر أبو مهند                                                                          | |             |
| 23    | عنتر ابن ابن ابن شداد                                          | تأليف أيمن بهجت قمر إخراج شريف إسماعيل                         | محمد هنيدي درة باسم سمرة مظهر أبو النجا هالة فاخر محمد ثروت علاء مرسي حمدي الميرغني إيمان السيد ضياء عبد الخالق                                                     | منتج يوسف الطاهر                                                                            | |             |
| 24    | علي معزة وإبراهيم                                              | قصة إبراهيم البطوط سيناريو وحوار أحمد عامر إخراج شريف البنداري | علي صبحي أحمد مجدي ناهد السباعي سلوى محمد علي | منتج محمد حفظي حسام علوان                                                                   | |             |
| 25    | على وضعك                                                       | تأليف سيد السبكي إخراج سارة وفيق                               | أحمد سعد مصطفى أبو سريع أيمن قنديل نسرين أمين | منتج محمد الرفاعي                                                                           | |             |
| 26    | عندما يقع الإنسان في مستنقع أفكاره فينتهي به الأمر إلى المهزلة | تأليف أحمد سعد أحمد كامل عمرو سكر إخراج شادي علي               | أحمد فتحي بيومي فؤاد محمد ثروت محمد سلام محسن منصور | شركة روتانا ستوديوز فيلم فاكتوري منتج فني محمد رحال                                         | |             |
| 27    | فوبيا                                                          | تأليف خالد الشيباني إخراج إبرام نشأت                           | رامي غيط عمرو رمزي راندا البحيري ميريهان حسين أحمد راتب نهال عنبر رانيا محمود ياسين جنى - أيمن قنديل سليمان عيد حسن عبد الفتاح بدرية طلبة علاء مرسي صبري عبد المنعم | شركة ميرور منتج سامر جميل منتج فني عماد شحاتة                                               | م . تصوير محمود علي يوسف مونتاج محمد جلال أشعار خالد الشيباني موسيقى حسن دنيا وائل عقيد غناء ريكو بهاء الحسن |             |
| 28    | فوتوكوبي                                                       | تأليف هيثم دبور إخراج تامر عشري                                | محمود حميدة شيرين رضا بيومي فؤاد فرح يوسف | منتج باهو بخش صفي الدين محمود                                                               | |             |
| 29    | فين قلبي                                                       | تأليف محمد راضي رضا زايد إيهاب راضي مصطفى قمر إخراج إيهاب راضي | مصطفى قمر إدوارد يسرا اللوزي شيرين عادل | شركة ماب ليون منتج فني وليد النجار                                                          | |             |
| 30    | كارت ميموري                                                    | تأليف محمود حامد فليفل إخراج خالد مهران                        | خالد سليم محمد نجاتي رانيا محمود ياسين عزت أبو عوف دينا فؤاد سامي مغاوري                                                                                            | شركة جولدن موفي مدير إنتاج محمد التلباني                                                    | م . تصوير محمد حمدي جوزيف وجيه موسيقى حاتم محسن                                                              |             |
| 31    | ليل داخلي                                                      | تأليف شريف عبد الهادي إخراج حسام الجوهري                       | بشرى أيمن القيسوني محمود حافظ | منتج أشرف تادرس                                                                             | |             |
| 32    | مش رايحين في داهية                                             | تأليف أحمد مجدي عمرو بدر ندى أكرم إخراج أحمد صالح              | بشرى - مي سليم حسن حسني نبيل عيسى أحمد صلاح حسني | شركة روتانا ستوديوز آي برودكشنز                                                             | |             |
| 33    | ممنوع الإقتراب أو التصوير                                      | تأليف وإخراج روماني سعد                                        | ميرفت أمين بيومي فؤاد طارق الإبياري يسرا اللوزي زكي فطين عبد الوهاب                                                                                                 | شركة ميامي مدير إنتاج جوزيف ذهني                                                            | |             |
| 34    | مولانا                                                         | رواية وحوار إبراهيم عيسى سيناريو وإخراج مجدي أحمد علي          | عمرو سعد - درة ريهام حجاج بيومي فؤاد أحمد راتب | شركة آي برودكشنز المنتج أمجد صبري                                                           | |             |
| 35    | هروب اضطراري                                                   | تأليف محمد سيد بشير إخراج أحمد خالد موسى                       | أحمد السقا أمير كرارة غادة عادل فتحي عبد الوهاب مصطفى خاطر | منتج ندى السبكي                                                                             | |             |
| 36    | هروب مفاجئ                                                     | تأليف سامح فرج إخراج إبرام نشأت                                | أشرف مصيلحي نرمين ماهر حسام فارس شيماء سيف | منتج أحمد البدري ممدوح زكريا                                                                | |             |
| 37    | ياباني أصلي                                                    | تأليف لؤي السيد إخراج محمود كريم                               | أحمد عيد هشام إسماعيل ندا موسى | شركة روتانا ستوديوز الجذور منتج أيمن يوسف محمد يوسف                                         | |             |
| 38    | ياتهدي ياتعدي                                                  | تأليف أحمد عزت إخراج خالد الحلفاوي                             | أيتن عامر محمد شاهين محمد عادل بدرية طلبة | شركة روتانا ستوديوز الريماس منتج إبراهيم إسحق مشرف عام عبد الله منصور                       | |             |
| 39    | يجعلو عامر                                                     | تأليف سيد السبكي إخراج شادي علي                                | أحمد رزق محمود الليثي بوسي - بيومي فؤاد | منتج أحمد السبكي                                                                            | |             |
| 40    | يوم من الأيام                                                  | تأليف وليد يوسف إخراج محمد مصطفى                               | محمود حميدة هبة مجدي لطفي لبيب لقاء سويدان مشيرة إسماعيل رامز أمير أحمد حاتم                                                                                        | منتج حسين القلا                                                                             | |             |